# Henderson (Virginie-Occidentale)
Pour les articles homonymes, voir Henderson.
Henderson est une ville américaine située dans le comté de Mason, dans l'ouest de la Virginie-Occidentale.
Selon le recensement de 2010, Henderson compte 271 habitants.
Située au confluent de la Kanawha et de l'Ohio, la municipalité a une superficie de 0,47 milles carrés (1,22 km2), dont 0,42 milles carrés (1,09 km2) de terres. Elle est reliée à Gallipolis, en Ohio, par l'US Highway 35, qui franchit l'Ohio sur Silver Memorial Bridge.
La ville est nommée en l'honneur d'un soldat confédéré, Samuel Bruce Henderson, qui y est enterré.